# Lemophagus curtus
Lemophagus curtus är en stekelart som beskrevs av Henry Keith Townes, Jr. 1965. Lemophagus curtus ingår i släktet Lemophagus och familjen brokparasitsteklar. Arten är reproducerande i Sverige. Inga underarter finns listade i Catalogue of Life.